# ملادن مارکاچ
ملادن مارکاچ (کرواتی: Mladen Markač؛ زادهٔ ۸ مهٔ ۱۹۵۵) یک ژنرال بازنشسته اهل کرواسی است.وی فرمانده پلیس ویژه کرواسی در جریان عملیات طوفان در جنگ استقلال کرواسی بود.
وی در آوریل ۲۰۱۱ توسط دادگاه بین‌المللی کیفری یوگسلاوی سابق به جرم جنایت جنگی علیه شهروندان صرب در جریان عملیات طوفان به ۱۸ سال زندان محکوم شد.وی در ۱۶ نوامبر ۲۰۱۲ توسط هیئت تجدیدنظر این دادگاه از تمامی اتهامات تبرئه و پس از آن سریعاً آزاد شد.